# Wilder Diamant
Wilder Diamant (Originaltitel: Diamant brut, internationaler Titel: Wild Diamond) ist ein französischer Spielfilm von Agathe Riedinger aus dem Jahr 2024. Das Langfilmdebüt der Regisseurin mit Malou Khebizi in der Hauptrolle wurde im Mai beim 77. Filmfestival von Cannes uraufgeführt.

## Handlung
Liane lebt mit ihrer Mutter und ihrer kleinen Schwester in Fréjus, an der Côte d’Azur. Sie ist besessen von ihrem Aussehen und träumt davon, berühmt zu werden. Schließlich entdeckt sie das Reality-TV als mögliches Sprungbrett für eine Karriere. Liane folgt einem Casting-Aufruf für das Format Miracle Island.

## Hintergrund
Wilder Diamant ist das Spielfilmdebüt der französischen Kurzfilm- und Musikvideo-Regisseurin Agathe Riedinger. Sie entwickelte es aus ihrem 23-minütigen Kurzfilm J’attends Jupiter (2018) heraus, in dem ebenfalls eine junge Frau namens Liane davon träumt, im Reality-TV Karriere zu machen. Neben der damaligen Hauptdarstellerin Sarah-Megan Allouch hatte Alexis Manenti eine größere Rolle bekleidet, der auch in Wilder Diamant zum Schauspielensemble gehört. Für ihre Spielfilmprojekt verpflichtete Riedinger die im Kino noch unerfahrene Malou Khebizi für die Hauptrolle.

## Veröffentlichung
Die Uraufführung von Wilder Diamant fand am 15. Mai 2024 im Hauptwettbewerb des 77. Filmfestivals von Cannes statt.
Ein Kinostart in Frankreich erfolgte am 20. November 2024 im Verleih von Pyramide Distribution. In Deutschland kam der Film am 12. Dezember 2024 in die Kinos.

## Auszeichnungen
Für Wilder Diamant erhielt Agathe Riedinger eine Einladung in den Wettbewerb um die Goldene Palme des Filmfestivals von Cannes. Automatisch wurde ihr Erstlingswerk auch für die Caméra d’Or nominiert.